# Troglohyphantes trispinosus
Troglohyphantes trispinosus är en spindelart som beskrevs av Miller och Polenec 1975. Troglohyphantes trispinosus ingår i släktet Troglohyphantes och familjen täckvävarspindlar.
Artens utbredningsområde är Slovenien. Inga underarter finns listade i Catalogue of Life.